# Racing Louisville FC
A Racing Louisville FC a kentucky-i Louisville-ben alapított női labdarúgóklub.

## Története
A Soccer Holdings LLC 2019. október 22-én jelentette be, hogy az USL Championship-ben érdekelt Louisville City FC csapatát női szakosztállyal bővíti. A szervezet először Proof Louisville FC néven említette a klubot, amely 2021-ben csatlakozik a National Women's Soccer League csapatai közé, de 2020. július 8-án hivatalosan is a Racing nevet vették fel.

## Stadion
A Lynn Family Stadion ad majd otthont hazai mérkőzéseinek.

## Játékoskeret
2021. március 11-től
| #  |     | Poszt | Név             |
| -- | --- | ----- | --------------- |
| 1  | USA | K     | Michelle Betos  |
| 21 | USA | K     | Shelby Money    |
| 23 | USA | K     | Katie Lund      |
| 3  | USA | V     | Erin Simon      |
| 4  | ENG | V     | Gemma Bonner    |
| 11 | USA | V     | Emily Fox       |
| 14 | USA | V     | Nealy Martin    |
| 15 | USA | V     | Brooke Hendrix  |
| 16 | USA | V     | Julia Ashley    |
| 18 | USA | V     | Kaleigh Riehl   |
| 26 | USA | V     | Addisyn Merrick |
| 2  | USA | KP    | Lauren Milliet  |

| #  |     | Poszt | Név                |
| -- | --- | ----- | ------------------ |
| 8  | SWE | KP    | Freja Olofsson     |
| 19 | USA | KP    | Taylor Otto        |
| 24 | USA | KP    | Noelle Higginson   |
| 5  | USA | CS    | Cece Kizer         |
| 7  | USA | CS    | Savannah McCaskill |
| 13 | USA | CS    | Emina Ekic         |
| 17 | JPN | CS    | Nagaszato Júki     |
| 20 | JAM | CS    | Cheyna Matthews    |
| 22 | USA | CS    | Katie McClure      |
| 27 | USA | CS    | Vanessa Kara       |
| 33 | USA | CS    | Jorian Baucom      |